# Riverbank State Park
El Riverbank State Park és un parc condicionat a les ribes del riu Hudson a l'oest de Manhattan, New York. Comprèn una piscina de mida olímpica, una pista de patinatge, un centre cultural amb 800 places, un complex esportiu per a 2500 persones i un restaurant. Se situa a West Side Highway entre els carrers 137 i 145. Es tracta de l'únic parc estatal (state park) de Manhattan. Atreu cada any 2,5 milions de visitants.
Està construït sobre la fàbrica de recuperació de les aigües usades North River Wastewater Treatment Plant, que renova 500000 m³ d'aigua per dia en temps sec i està previst de poder reciclar fins a 1300000 m³ en temps humit. Va ser construïda en dues etapes, entre 1986 i 1991.
Des del passeig situat a la riba de l'Hudson, el parc ofereix un panorama que s'estén de Lower Manhattan a Nova Jersey. Ofereix igualment als seus joves visitants un carrousel, obra cooperativa de l'artista novaiorquès Milo Mottola i dels nens del barri que van dibuixar-ne els animals.

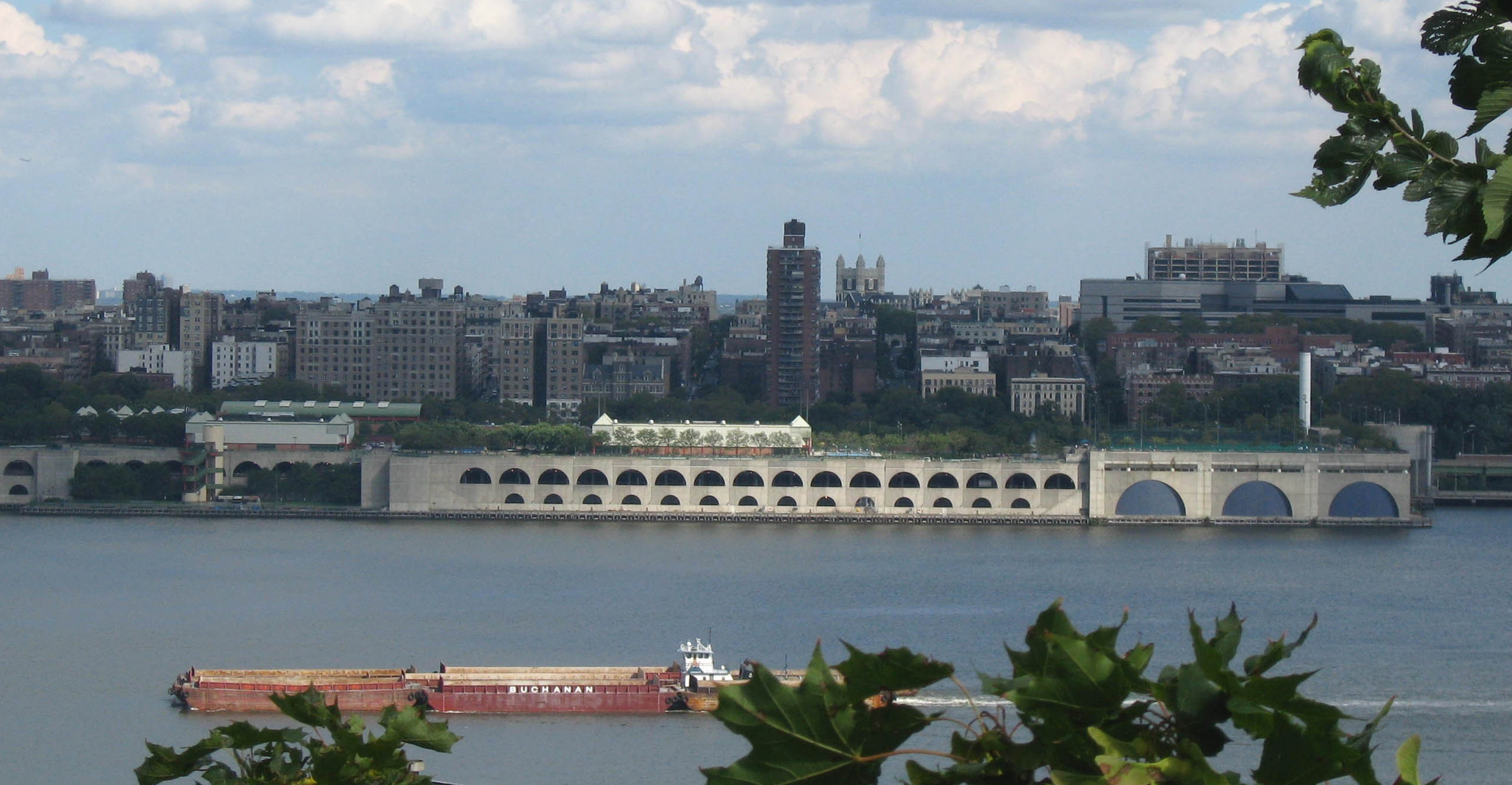
Des de Gutenberg.